# Entitativität sozialer Gruppen
In der Sozialpsychologie beschreibt Entitativität, inwieweit eine Ansammlung von Individuen als kohärente soziale Einheit wahrgenommen wird. Dies kann sich sowohl auf die Wahrnehmung der entsprechenden Individuen, als auch auf jene  Außenstehender beziehen.

## Definition
Der Begriff wurde 1958 von Donald T. Campbell geprägt, zur Verdeutlichung, warum manche Gruppierungen als Gruppen, andere dagegen eher als lose Ansammlung von Individuen betrachtet werden. Ein hohes Maß an Entitativität besagt demnach, dass eine bestimmte Gruppierung deutlich als kohärente soziale Gruppe wahrgenommen wird. Entitativität kann folglich definiert werden als „Wahrnehmung als Gruppe“ oder auch „Gruppenhaftigkeit“. Diese Eigenschaft kann als Teil der Definition einer sozialen Gruppe herangezogen werden.
Bei der Entitativität handelt es sich um eine Eigenschaft, die sich einzig auf die subjektive Wahrnehmung begründet und folglich nicht objektiv bestimmt werden kann. Menschen entscheiden intuitiv, ob es sich bei einer bestimmten Ansammlung von Personen um eine Gruppe handelt oder nicht. Dabei orientieren sie sich an bestimmten Hinweisen. So werden zum Beispiel die Zuschauer eines Fußballspiels im Stadion zunächst nur als eine Ansammlung von Individuen betrachtet. Wenn diese schließlich anfangen, ähnliche Gefühle zu äußern und die gleichen Fangesänge anzustimmen, werden sie eher als Gruppe wahrgenommen, das heißt, die Entitativität steigt.

## Entitativität verschiedener sozialer Gruppen
Verschiedene Arten sozialer Gruppen unterscheiden sich hinsichtlich ihres Ausmaßes an Entitativität. So weisen Intimgruppen, wie zum Beispiel Familien, im Allgemeinen die höchste Entitativität auf. Arbeitsgruppen sind demgegenüber etwas  weniger entitativ. Eine noch geringere Entitativität zeigen soziale Kategorien, wie zum Beispiel Mitglieder einer bestimmten Religionsgemeinschaft. Vorübergehende Gruppierungen, wie etwa Wartende an einer Bushaltestelle oder Kinobesucher, besitzen die geringste Entitativität.
Lickel  u. a. (2000) befragten 199 Studenten der University of California, wie sie die Entitativität von 40 unterschiedlichen Gruppierungen bewerten. Die Befragten stuften jede der Gruppierungen auf einer Skala von 1 (überhaupt keine Gruppe) bis 9 (sehr stark eine Gruppe) ein. Die folgende Tabelle verdeutlicht einige der Ergebnisse:
| Gruppe                                        | Entitativität |
| --------------------------------------------- | ------------- |
| Mitglieder eines professionellen Sportteams   | 8,27          |
| Mitglieder einer Rockband                     | 8,16          |
| Familienmitglieder                            | 8,16          |
| Freunde, die Dinge zusammen unternehmen       | 7,75          |
| Mitglieder einer lokalen Umweltorganisation   | 7,28          |
| Mitglieder eines Orchesters                   | 7,21          |
| Mitglieder der Flugbesatzung einer Airline    | 6,54          |
| Mitbewohner                                   | 5,62          |
| Mitglieder derselben politischen Partei       | 5,59          |
| Angestellte eines örtlichen Restaurants       | 5,55          |
| Frauen                                        | 5,16          |
| Studenten an einer Universität                | 4,75          |
| Ärzte                                         | 4,39          |
| Polnische Staatsangehörige                    | 4,36          |
| Menschen, die klassische Musik mögen          | 3,93          |
| Besucher eines Kinofilms                      | 3,27          |
| Menschen an einer Bushaltestelle              | 2,75          |
| Menschen in einer Warteschlange in einer Bank | 2,40          |

Tabelle 1: Mittlere Entitativität ausgewählter Gruppierungen
(Daten entnommen von Lickel u. a. 2000: 227)

## Zusammenhang zwischen Entitativität und gruppenbezogenen Charakteristika
In Übereinstimmung hiermit wurde hinsichtlich der Dauer einer Gruppierung eine positive Korrelation mit der Entitativität festgestellt. Studienergebnissen von Lickel u. a. (2000) zufolge korreliert die Entitativität außerdem stark positiv mit dem Ausmaß an Interaktion zwischen den Gruppenmitgliedern. Widersprüchliche Befunde existieren bezüglich des Zusammenhangs zwischen Gruppengröße und Entitativität. Es konnte nicht eindeutig geklärt werden, ob größere Gruppen eine höhere oder niedrigere Entitativität aufweisen als kleinere.
Nach Campbell (1958) wird die Entitativität einer Gruppierung gefördert, wenn die entsprechenden Personen sich in relevanten Punkten ähnlich sind, ein gemeinsam geteiltes Schicksal und räumliche Nähe erleben. Ähnlichkeit bezieht sich hierbei auf die persönlichen Eigenschaften oder das Verhalten der Gruppenmitglieder. Ein gemeinsam geteiltes Schicksal besteht, sofern die von den verschiedenen Personen erlebten Ereignisse miteinander verknüpft sind. Diese drei Eigenschaften lassen sich anhand einer Gruppe Studierender verdeutlichen, die zusammen an einem Tisch sitzen. Die Ähnlichkeit der Studenten besteht beispielsweise darin, dass sie alle dasselbe Lehrbuch lesen oder T-Shirts mit dem Logo der Universität tragen. Ein gemeinsam geteiltes Schicksal kann sich darin begründen, dass die Studenten zusammen aufstehen und zum Hörsaal gehen, wobei sie sich miteinander unterhalten. Die räumliche Nähe besteht, da sie nah beieinandersitzen bzw. -gehen.
Im Gegensatz zu Campbell (1958) werten Brewer und Harasty (1996) eine empfundene Ähnlichkeit der Mitglieder einer Gruppe eher als vorangegangene Bedingung für die Entitativität statt als deren Konsequenz.
Die Entitativität beeinflusst, wie viel Handlungsfähigkeit einer Gruppe als Einheit zugesprochen wird. Gruppen werden als einflussreicher und gefährlicher erachtet, wenn sie eine höhere Entitativität aufweisen. Des Weiteren beeinflusst die Entitativität, wie einzelne Personen ihre Mitgliedschaft in sozialen Gruppen bewerten. Individuen schätzen die eigene Mitgliedschaft in jenen Gruppen am meisten Wert, denen sie eine starke Entitativität beimessen. Von Gruppen mit hoher Entitativität werden auch eher Stereotype gebildet als von weniger entitativen Gruppierungen.